# Palmoliparis beckeri
Palmoliparis beckeri és una espècie de peix pertanyent a la família dels lipàrids i l'única del gènere Palmoliparis.

## Descripció
- Fa 42 cm de llargària màxima (normalment, en fa 29,6) i 1.080 g de pes.
- Nombre de vèrtebres: 57-58.[4][5]

## Hàbitat
És un peix marí i batidemersal que viu entre 200 i 800 m de fondària (normalment, entre 300 i 500).

## Distribució geogràfica
Es troba al nord de les illes Kurils.

## Longevitat
La seua esperança de vida és de 8 anys.

## Observacions
És inofensiu per als humans.